# Marie Allard
Marie Allard (Marsella, Francia, 14 de agosto de 1742 - París, 14 de enero de 1802) fue una bailarina y maestra francesa, amante del bailarín y maestro Gaetano Vestris y madre del también bailarín Auguste Vestris.
Proveniente de una familia de muy bajos recursos, poco se sabe de su infancia. Debutó como bailarina en Marsella y, posteriormente, baila en la Comédie-Française de París, en 1756. Estando en París conoció a Gaetano Vestris y se convirtió en su alumna y posteriormente en su amante. En 1760 nace Auguste Vestris.
Ingresó al Ballet de la Ópera de París en 1761 y se retiró en 1782, por un aumento considerable de su peso que le impedía seguir en escena.
Como bailarina destacó por sus interpretaciones en papeles de carácter y cómicos.